# 조우진 (배우)
조우진(1979년 1월 16일 ~ )은 대한민국의 배우이다.

## 학력
- 경북대학교 사범대학 부설고등학교 (졸업)
- 서울예술대학교 연극학과 (학사)

## 출연 작품

### 영화
- 《껍데기》 (2009년) - 도환 역
- 《마마》 (2011년) - 부하 2 (콧털) 역
- 《최종병기 활》 (2011년) - 청 전령장교 역
- 《나사못》 (2011년) - 박종수 역
- 《원더풀 라디오》 (2012년) - 클럽주인 역
- 《관능의 법칙》 (2014년) - 최 피디 역
- 《내부자들》 (2015년) - 조 상무 역  (작중 메인 악남)
- 《방 안의 코끼리》 (2016년) - 도기도기 역
- 《더 킹》 (2017년) - 박태수B 역
- 《원라인》 (2017년) - 원규철 검사 역
- 《보안관》 (2017년) - 선철 역
- 《리얼》 (2017년) - 사도진 역
- 《브이아이피》 (2017년) - 정민욱 검사 역
- 《남한산성》 (2017년) - 정명수 역
- 《부라더》 (2017년) - 이미봉 역
- 《강철비》 (2017년) - 최명록 역
- 《1987》 (2017년) - 박종철 삼촌 역
- 《창궐》 (2018년) - 박종사관 역  (작중 메인 남주)
- 《국가부도의 날》 (2018년) - 재정국 차관 역
- 《마약왕》 (2018년) - 조성강 역
- 《어쩌다, 결혼》 (2019년) - 서 과장 역
- 《돈》 (2019년) - 한지철 역
- 《봉오동 전투》 (2019년) - 마병구 역
- 《강철비 2: 정상회담》 (2020년) - 한국 잠수함 함장 (목소리) 역
- 《도굴》 (2020년) - 존스 박사 역
- 《킹메이커: 선거판의 여우》 (2020년) - 이 실장 역
- 《자산어보》 (2021년) - 엄부길 역
- 《서복》 (2021년) - 안 부장 역
- 《발신제한》 (2021년) - 이성규 역
- 《헌트》 (2022년) - 문형석 역 (특별출연)
- 《영웅》 (2022년) - 마두식 역
- 《외계+인 2부》 (2024년) - 청운 역
- 《아마존 활명수》 (2024년) - 두목 역 (특별출연)
- 《하얼빈》 (2024년) - 김상현 역
- 《승부》 (2025년) - 남기철 역 (특별출연)
- 《사마귀》 (2025년) - 독고 역

### 드라마
- 《산부인과》 (2010년, SBS) - 의사 역
- 《무사 백동수》 (2011년, SBS) - 마도영 역
- 《신들의 만찬》 (2012년, MBC)
- 《닥터 진》 (2012년, MBC) - 득칠 역
- 《마의》 (2012년, MBC)
- 《돈의 화신》 (2013년, SBS) - 형사 1 역
- 《스캔들: 매우 충격적이고 부도덕한 사건》 (2013년, MBC)
- 《황금 무지개》 (2013년~2014년, MBC)
- 《구암 허준》 (2013년, MBC) - 우공보 역
- 《구가의 서》 (2013년, MBC) - 조관웅의 자객1 역
- 《특수사건 전담반 TEN 2》 (2013년, OCN) - 형사 역
- 《결혼의 여신》 (2013년, SBS) - 혜정의 제부 역
- 《감자별 2013QR3》 (2013년, tvN) - 콩콩 남직원 역
- 《메디컬 탑팀》 (2013년, MBC) - 내과 임선생 역
- 《기황후》 (2013년, MBC) - 왕고무장 역
- 《드라마 페스티벌 - 상놈탈출기》 (2013년, MBC) - 팔복이 역
- 《잘 키운 딸 하나》 (2013년, SBS)
- 《별에서 온 그대》 (2013년~2014년, SBS) - 허준의 제자 역
- 《비밀의 문》 (2014년, SBS) - 이달성 역
- 《38사기동대》 (2016년, OCN) - 안태욱 역
- 《쓸쓸하고 찬란하神 - 도깨비》 (2016년, tvN) - 김도영 역
- 《시카고 타자기》 (2017년, tvN) - 갈지석 역
- 《tvN 드라마 스테이지 - B주임과 러브레터》 (2017년, tvN) - 심병선 역
- 《미스터 션샤인》 (2018년, tvN) - 임관수 역
- 《해피니스》 (2021년, tvN) - 한태석 역
- 《수리남》 (2022년, Netflix) - 변기태 역
- 《강남 비-사이드》 (2024년, Disney+) - 강동우 역
- 《천국보다 아름다운》 (2025년, JTBC) - 저승사자 역 (특별출연)
- 《넉 오프》 (2025년, Disney+)
- 《두 번째 시그널》 (2026년, tvN)

### 웹예능
- 《집대성》 (2024년, 유튜브)

## 연극
- 《마지막 포옹》 (1999년)
- 《두근두근》 (2007년)
- 《오! 브라더스》 (2007년)

## 광고
- 2017년 아모레퍼시픽 '쿠션의 진실' 캠페인
- 2017년 프링글스 또띠아
- 2017년 삼성카드 다이렉트 오토
- 2017년 동서식품 맥심 모카골드 '요즘은 이렇게 탑니다' 편 (with 김우빈)
- 2017년 LG생활건강 닥터그루트 샴푸 (with 라미란)
- 2018년 일동제약 아로나민 골드
- 2018년 사울장수 장수막걸리
- 2019년 KT 스카이라이프
- 2020년 롯데칠성음료 롯데몰
- 2020년 삼성카드

## 수상 및 후보
| 연도 | 시상식                      | 부문                         | 작품          | 결과 |
| ---- | --------------------------- | ---------------------------- | ------------- | ---- |
| 2016 | 제37회 청룡영화상           | 신인남우상                   | 내부자들      | 후보 |
| 2018 | 제54회 백상예술대상         | 영화부문 남자 조연상         | 강철비        | 후보 |
| 2018 | 제27회 부일영화상           | 남우조연상                   | 1987          | 후보 |
| 2018 | 제3회 동아닷컴's PICK       | 캐릭터 다중이상              | 빈칸          | 수상 |
| 2019 | 제55회 백상예술대상         | 영화부문 남자 조연상         | 마약왕        | 후보 |
| 2019 | 제24회 춘사영화제           | 남우조연상                   | 마약왕        | 후보 |
| 2019 | 제40회 청룡영화상           | 남우조연상                   | 국가부도의 날 | 수상 |
| 2021 | 제30회 부일영화상           | 남우조연상                   | 자산어보      | 후보 |
| 2022 | 제58회 백상예술대상         | 영화부문 남자 조연상         | 킹메이커      | 수상 |
| 2022 | 제42회 한국영화평론가협회상 | 남우조연상                   | 킹메이커      | 수상 |
| 2022 | 제58회 대종상               | 남우조연상                   | 킹메이커      | 후보 |
| 2023 | 제21회 디렉터스 컷 시상식   | 시리즈부문 올해의 남자배우상 | 수리남        | 수상 |
| 2023 | 제59회 백상예술대상         | TV부문 남자 조연상           | 수리남        | 수상 |
| 2023 | 제2회 청룡시리즈어워즈      | 남우조연상                   | 수리남        | 후보 |
| 2025 | 제61회 백상예술대상         | 영화부문 남자 조연상         | 하얼빈        | 후보 |